# Auriga (constelación)
Auriga o el Cochero es una constelación del hemisferio norte. Su localización es fácil: basta con mirar un poco más hacia el polo norte celeste desde Orión. Se ve un pentágono de estrellas brillantes, entre las que destaca Capella (α Aurigae). Su nombre, un auriga o un cochero, es aquél que conduce un carro tirado por caballo.

## Características destacables

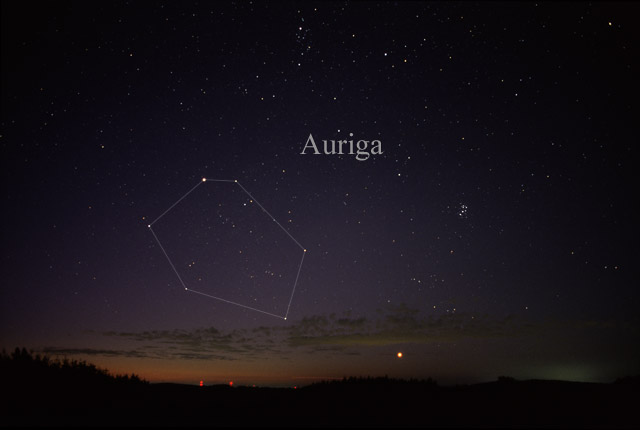
Constelación de Auriga [http://www.allthesky.com/constellations/visualconstellations.html AlltheSky.com

La estrella más brillante de la constelación, Capella (α Aurigae), es una estrella múltiple distante 42 años luz, cuyas componentes principales son dos gigantes amarillas de tipo espectral G8III y G0III. Sus respectivas luminosidades son 78 y 73 veces mayores que la del Sol. Se mueven a lo largo de una órbita prácticamente circular con un periodo orbital de 104 días, siendo la separación entre ellas de 0,74 ua.
Las dos gigantes están acompañadas de otra binaria, mucho más tenue, formada por dos enanas rojas, denominadas Capella H y Capella L.
La segunda estrella más brillante es β Aurigae, llamada Menkalinan, un sistema estelar formado por dos subgigantes blancas casi idénticas (de tipo A1IV) cuya temperatura efectiva es de 9350 y 9200 K respectivamente. El período orbital de esta binaria es de 3,96 días, completando el sistema una tenue enana roja mucho más alejada.
Mahasim (θ Aurigae), la tercera estrella más brillante de Auriga, es una binaria cuyas componentes son una estrella químicamente peculiar de tipo A0pSi y una estrella de la secuencia principal de tipo F. En 2002 la separación angular entre ambas era de 3,91 segundos de arco.

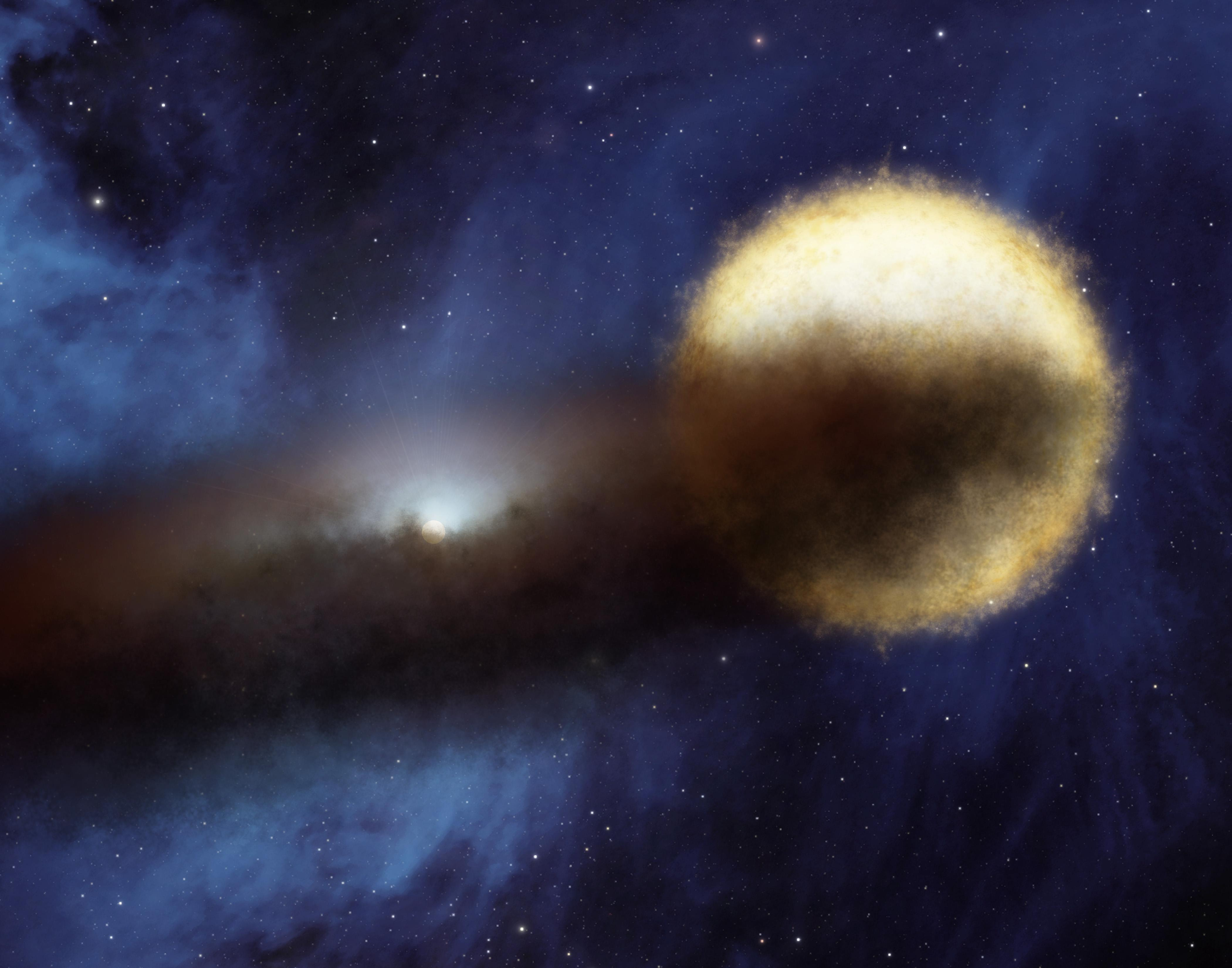
Impresión artística del sistema ε Aurigae

Almaaz (ε Aurigae) es una binaria peculiar cuyo período orbital es de aproximadamente 27 años, produciéndose un eclipse de unos 18 meses de duración. Está compuesta por una gran estrella de tipo F0 y un enorme disco oscuro, que muy probablemente envuelve a una estrella de tipo B-temprano, como acompañante de la estrella F. Las observaciones más recientes confirman que Almaaz es una estrella binaria interactuante; pero, además, parece que la estrella de tipo F sufre pulsaciones semirregulares.
ζ Aurigae, oficialmente llamada Saclateni), es también una binaria eclipsante constituida por una supergigante o gigante luminosa naranja y una estrella blanco-azulada de la secuencia principal de tipo B5V. El período orbital de esta binaria es de 972 días.
Tanto Almaaz como Saclateni se encuentran en una etapa poco frecuente en la evolución binaria, pues las componentes están en una fase evolutiva corta y activa.
Hassaleh (ι Aurigae) es una gigante luminosa naranja de tipo K3II cuya temperatura efectiva es de 4160 K y su radio 127 veces más grande que el radio solar.
Entre las variables de la constelación, cabe citar a las variables Mira R Aurigae, U Aurigae y NV Aurigae; esta última está rodeada por una envoltura circunestelar en donde se ha detectado emisión máser de SiO —una característica común de las estrellas AGB ricas en oxígeno—, agua y OH.
Otra variable interesante es AE Aurigae, una estrella azul de tipo espectral O9.5Ve muy caliente con una temperatura en torno a 34 500 K. Ilumina una nube de polvo y gas (IC 405) que está atravesando a gran velocidad y su brillo fluctúa de forma irregular, estando clasificada como variable Orión.
En el extremo opuesto, UU Aurigae es una fría estrella de carbono con una temperatura de solo 2760 K. A su alrededor hay una capa de polvo compuesta principalmente de carbono amorfo y carburo de silicio (SiC), así como una envoltura más externa rica en carbono que se extiende hasta 300 veces el radio estelar.
Por otra parte, WW Aurigae es una binaria eclipsante con un período de 2,525 días formada por dos estrellas con líneas metálicas de 2,0 y 1,8 masas solares.
IQ Aurigae es una variable Alfa2 Canum Venaticorum, una de las más azules y calientes de esta clase; observaciones realizadas con el Observatorio Chandra han puesto de manifiesto que, en la región de rayos X, la luminosidad de IQ Aurigae es tres órdenes de magnitud superior a la de Cor Caroli (α2 Canum Venaticorum), estrella de características similares.
En lo referente a sistemas planetarios, en Auriga se localiza WASP-12, una lejana estrella amarilla con un planeta (WASP-12b) separado solo 0,023 ua de la estrella. Es un planeta del tipo «júpiter caliente» que completa una vuelta en torno a la estrella en poco más de un día. Su corto período, unido a que WASP-12 es una estrella caliente, hacen que su temperatura de equilibrio alcance los 2516 K, lo que le convierte en uno de los planetas que recibe una mayor cantidad de radiación electromagnética.
Igualmente, HD 49674 —oficialmente llamada Nervia— es una enana amarilla de tipo G5V con un planeta cuya masa es igual o mayor a dos veces la de Neptuno. Su período orbital es inferior a 5 días.
Otro sistema estelar en donde se ha descubierto un planeta es HD 40979; el planeta completa una órbita cada 263 días en torno a la componte principal, una enana amarilla de tipo F7V.

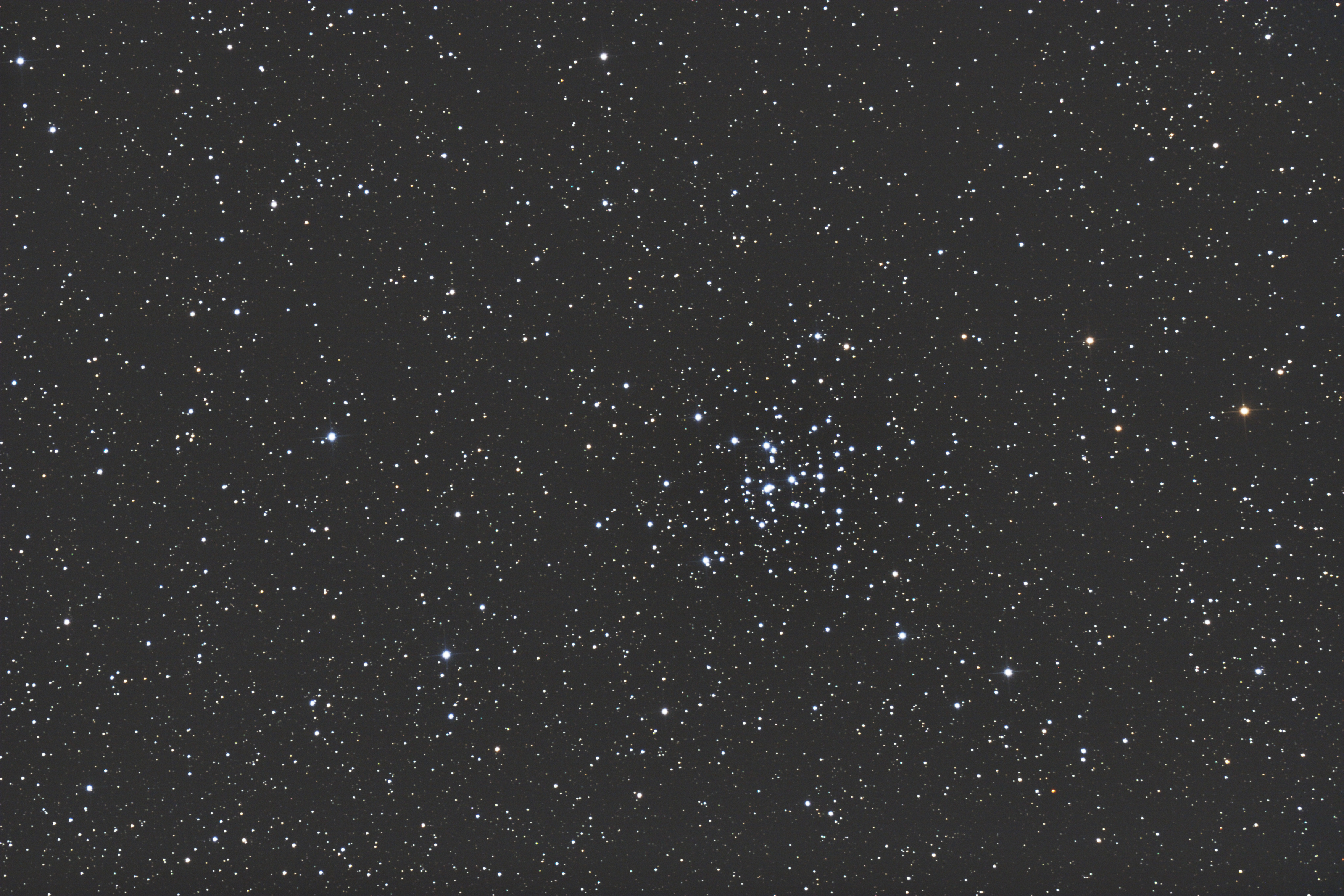
Cúmulo abierto M36, distante 4300 años luz

En Auriga se localizan tres objetos del catálogo Messier, M36, M37 y M38, todos ellos cúmulos abiertos.
M36, descubierto por Giovanni Battista Odierna en el siglo XVII, contiene al menos 60 estrellas, siendo las más brillantes de tipo B2 y novena magnitud. A una distancia aproximada de 3780 años luz, su edad puede ser inferior a 25 millones de años, por lo que no tiene gigantes rojas.
M37 se encuentra a 4500 años luz de la Tierra y tiene una metalicidad similar o ligeramente superior a la del Sol.
El último de estos tres cúmulos, M38, se encuentra a 3870 años luz y su edad aproximada es de 300 millones de años.
Aunque visualmente el cúmulo abierto NGC 1907 se encuentra cerca de M38, no existe relación física entre ambos, ya que se han formado en diferentes partes de la galaxia.
Por último, NGC 2240 es uno de los cúmulos abiertos más viejos que se conocen, siendo su edad aproximada 3200 millones de años.
Otro objeto presente en Auriga es la nebulosa planetaria IC 2149, empobrecida en elementos pesados. Es una nebulosa bipolar en donde la mayor parte del material nebular se concentra en un anillo nudoso y brillante visto de canto, incrustado en una capa elipsoidal de la que emergen lóbulos bipolares incipientes o remanentes.
Por otra parte, HB 9 es un resto de una supernova que pudo tener lugar hace 5700 años. Puede ser la supernova más antigua registrada, ya que en una roca tallada encontrada en la India aparece representada una escena de caza junto a dos objetos muy brillantes en el cielo; se ha sugerido que uno de ellos puede ser la supernova que dio lugar a HB 9.
SNR G182.4+04.3 es otro resto de supernova cuya emisión en el espectro visible muestra una estructura extensa y compleja, con unos peculiares filamentos anchos y difusos a lo largo de la rama suroeste del remanente; su edad se estima en 40 000 años.

## Estrellas principales

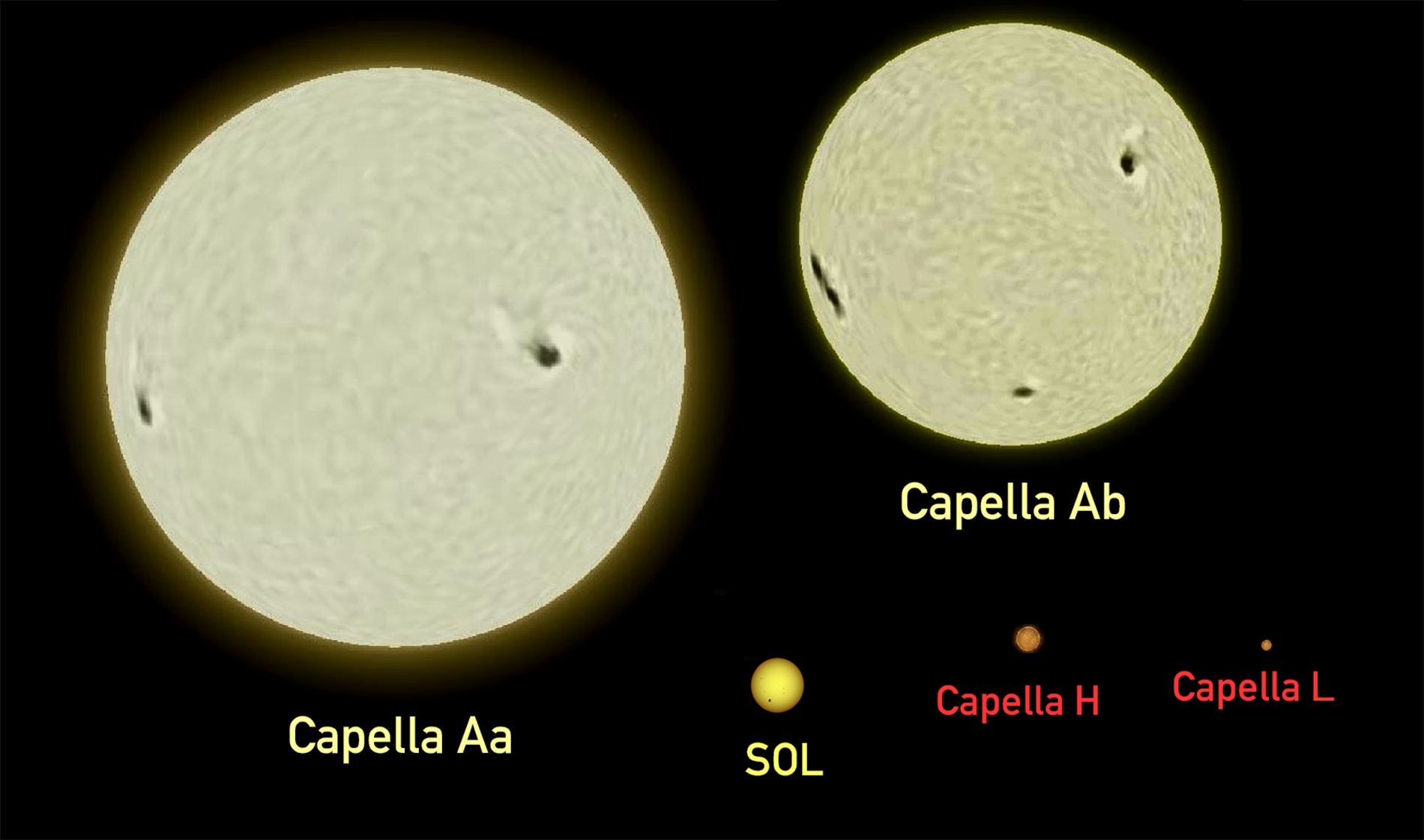
Tamaño de las diferentes componentes de Capella en comparación al Sol

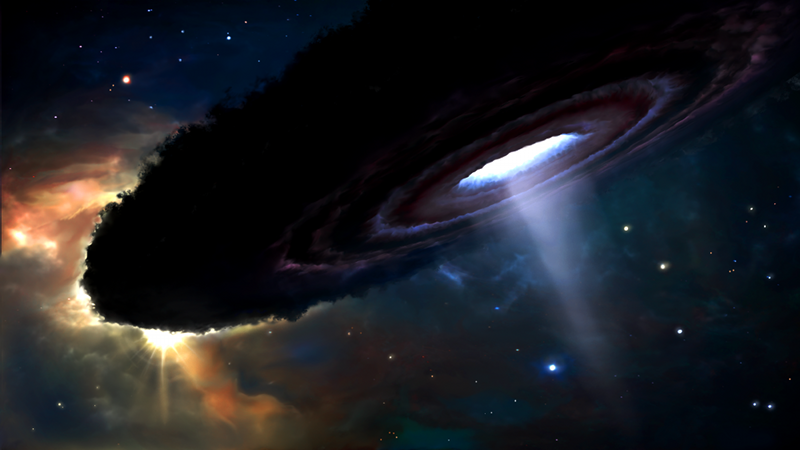
El sistema ε Aurigae durante un eclipse (impresión artística)

- α Aurigae (Capella), de magnitud 0,08, es la estrella más brillante de la constelación y la sexta estrella más brillante en el cielo nocturno. Es una estrella múltiple compuesta por dos estrellas binarias.
- β Aurigae (Menkalinan), segunda estrella más brillante de la constelación con magnitud 1,90, es en realidad un sistema triple formado por dos subgigantes blancas y una enana roja.
- δ Aurigae, gigante naranja de magnitud 3,72 a 140 años luz de distancia.
- ε Aurigae (Almaaz o Haldus), estrella variable eclipsante cuyo brillo oscila entre magnitud +3,0 y +3,8 en un ciclo de unos 27,1 años.
- ζ Aurigae (Saclateni o Azaleh), variable eclipsante con un período de 972 días.
- η Aurigae, estrella azul de magnitud 3,17.
- θ Aurigae, la tercera estrella más brillante con magnitud 2,65, una estrella binaria compuesta por una estrella blanca y una estrella de tipo espectral F.
- ι Aurigae (Hassaleh), gigante luminosa naranja de magnitud 2,69.
- λ Aurigae, subgigante amarilla de magnitud 4,70. Se encuentra a 41 años luz de distancia.
- ν Aurigae, gigante amarillo-naranja de magnitud 3,97 a 215 años luz.
- π Aurigae, gigante roja luminosa y variable irregular cuyo brillo varía entre magnitud 4,24 y 4,34.
- τ Aurigae, gigante amarilla de magnitud 4,52.
- υ Aurigae, gigante roja de magnitud 4,74.
- ψ1 Aurigae, supergigante roja de magnitud 4,97.
- ψ5 Aurigae, análogo solar a 54 años luz de distancia.
- ω Aurigae, estrella binaria de magnitud cuyas componentes están separadas 4,5 segundos de arco.
- 9 Aurigae (V398 Aurigae), variable Gamma Doradus de magnitud 4,98.
- 14 Aurigae (KW Aurigae), estrella múltiple que contiene una variable Delta Scuti y una enana blanca caliente.
- 19 Aurigae, gigante luminosa blanca de magnitud 5,05.
- 45 Aurigae, binaria espectroscópica de magnitud 5,35.

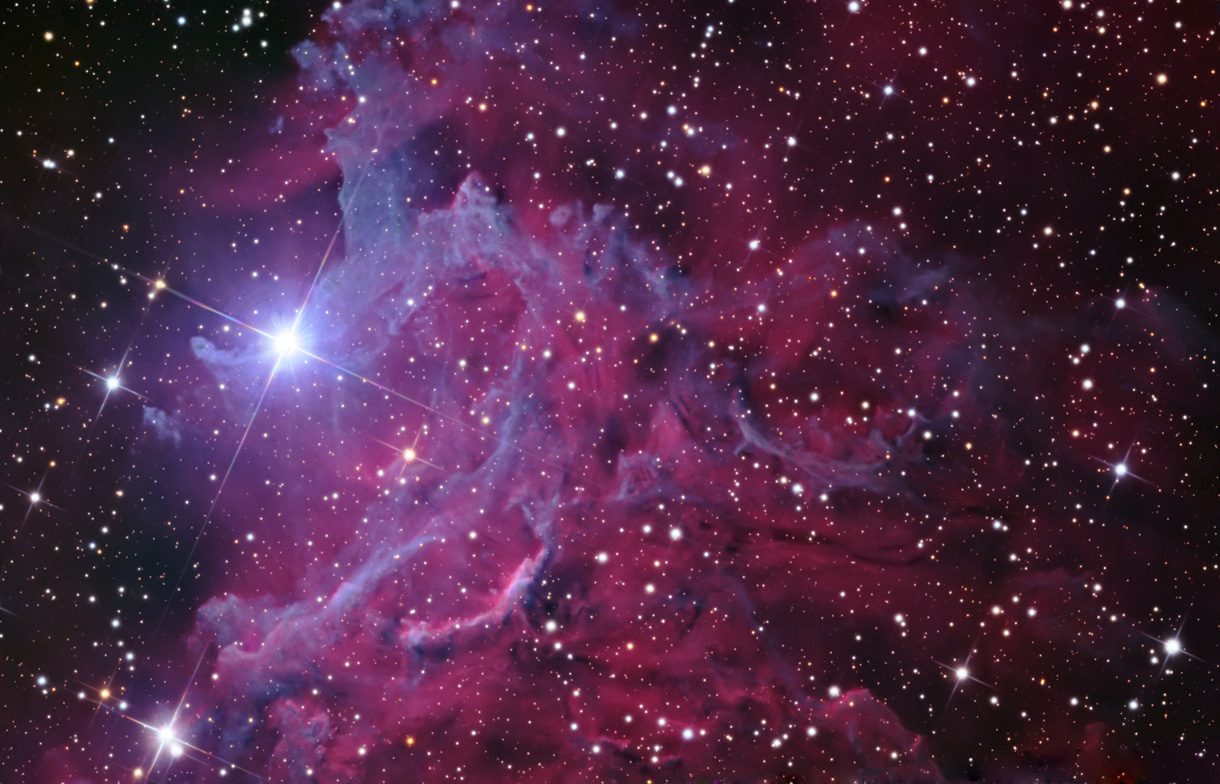
Nebulosa de la estrella flameante (IC 405) alrededor de AE Aurigae (HD 34078)

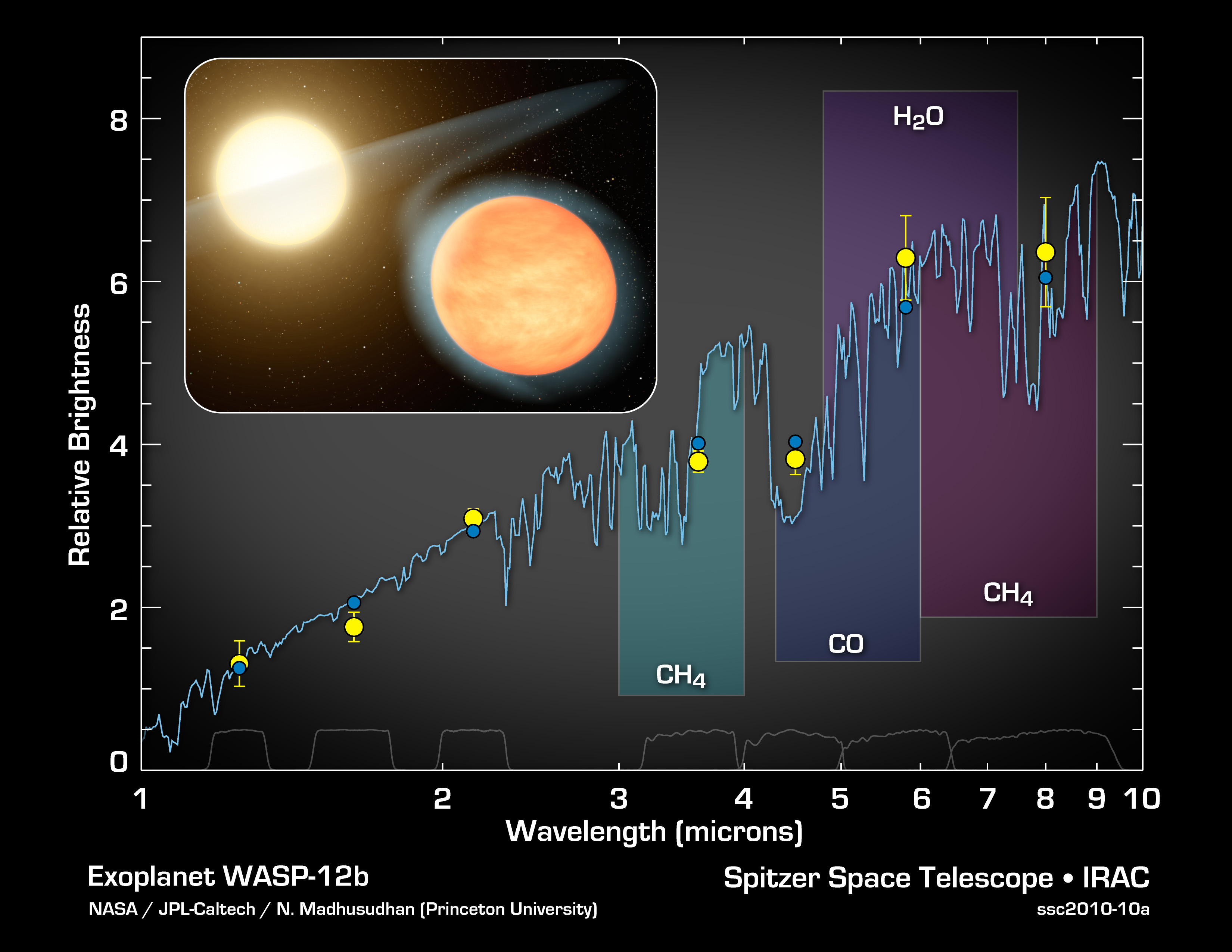
Gráfico de datos del telescopio espacial Spitzer que muestra las moléculas presentes en el planeta WASP-12 b

- R Aurigae, variable Mira cuyo brillo varía entre magnitud 6,7 y 13,9 en un período de 458 días.
- T Aurigae (Nova Aurigae 1892), nova que alcanzó magnitud 3,8 en 1892.
- RT Aurigae, variable cefeida con brillo variable entre magnitud 5,00 y 5,82 en un período de 3,73 días.
- UU Aurigae, estrella de carbono y variable semirregular cuyo brillo varía entre magnitud 4,90 y 7,00.
- WW Aurigae, binaria eclipsante de magnitud 5,82 con un período de 2,53 días.
- AB Aurigae, variable Orión con un disco de polvo a su alrededor.
- AE Aurigae, estrella azul variable de tipo espectral O9.5 V, situada dentro de la nebulosa de gases IC 405 (también llamada Nebulosa de la estrella flameante).
- GM Aurigae, estrella de solo 1 millón de años de edad en donde hay evidencia de formación de planetas.
- IQ Aurigae, estrella variable Alfa2 Canum Venaticorum, una de las más calientes dentro de esta clase de variables.
- NO Aurigae, supergigante roja y variable irregular cuyo brillo varía entre magnitud 6,1 y 6,3.
- NV Aurigae, distante variable Mira de tipo M10.
- QY Aurigae, binaria de enanas rojas a 20,0 años luz de distancia; es la estrella de Auriga más cercana al sistema solar.
- V362 Aurigae, supergigante roja y variable irregular de magnitud media 7,32.
- V394 Aurigae, estrella doble compuesta por una gigante roja de magnitud 6,08 y una estrella blanco-amarilla de magnitud 10,3.
- V538 Aurigae, enana naranja a 40 años luz acompañada por una distante enana roja.
- Gliese 246, caliente enana blanca distante 50 años luz.
- WASP-12, estrella con un planeta extrasolar extraordinariamente caliente (WASP-12b). Su período orbital es de solo 1,09 días.

## Objetos de cielo profundo

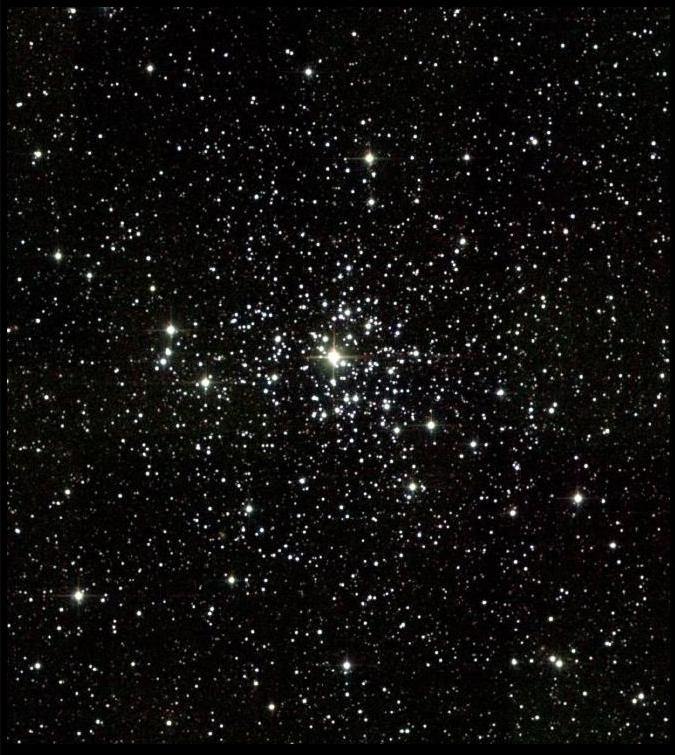
Cúmulo abierto M37, que reúne un total de 500 estrellas.

- M36, cúmulo abierto de al menos 60 estrellas reunidas en un área compacta. Se encuentra a 4300 años luz de la Tierra. Al igual que M37 y M38, fue descubierto por Giovanni Battista Odierna antes de 1654. AR: 05h 36m 06.0s Dec: +34°8′0″ (Época 2000).
- M37, cúmulo abierto que contiene unas 150 estrellas de magnitud 12,5 o inferior y alrededor de 500 estrellas en total. Tiene una edad estimada de 300 millones de años. De magnitud 5,6, es el más brillante de los tres cúmulos descubiertos por Odierna. AR: 05h 52m 24.0s Dec: +32°33′0″ (Época 2000).
- M38, cúmulo abierto difuso, al noroeste de M36, distante 4200 años luz. AR: 05h 28m 42.0s Dec: +35°50′0″ (Época 2000).
- NGC 1664, cúmulo abierto de 30-40 estrellas en el límite con la constelación de Pegaso.
- NGC 2240, también un cúmulo abierto distante 1500 años luz.
- IC 410, tenue nebulosa de emisión que rodea el cúmulo abierto NGC 1893. Está aproximadamente a 2200 años luz de distancia.
- IC 2149, nebulosa planetaria peculiar de estructura elongada. Está a una distancia aproximada de 1100 pársecs.[33]
- HB 9, VRO 42.05.01 y SNR G182.4+04.3, restos de supernova; el primero está a 1750 años luz.

## Mitología

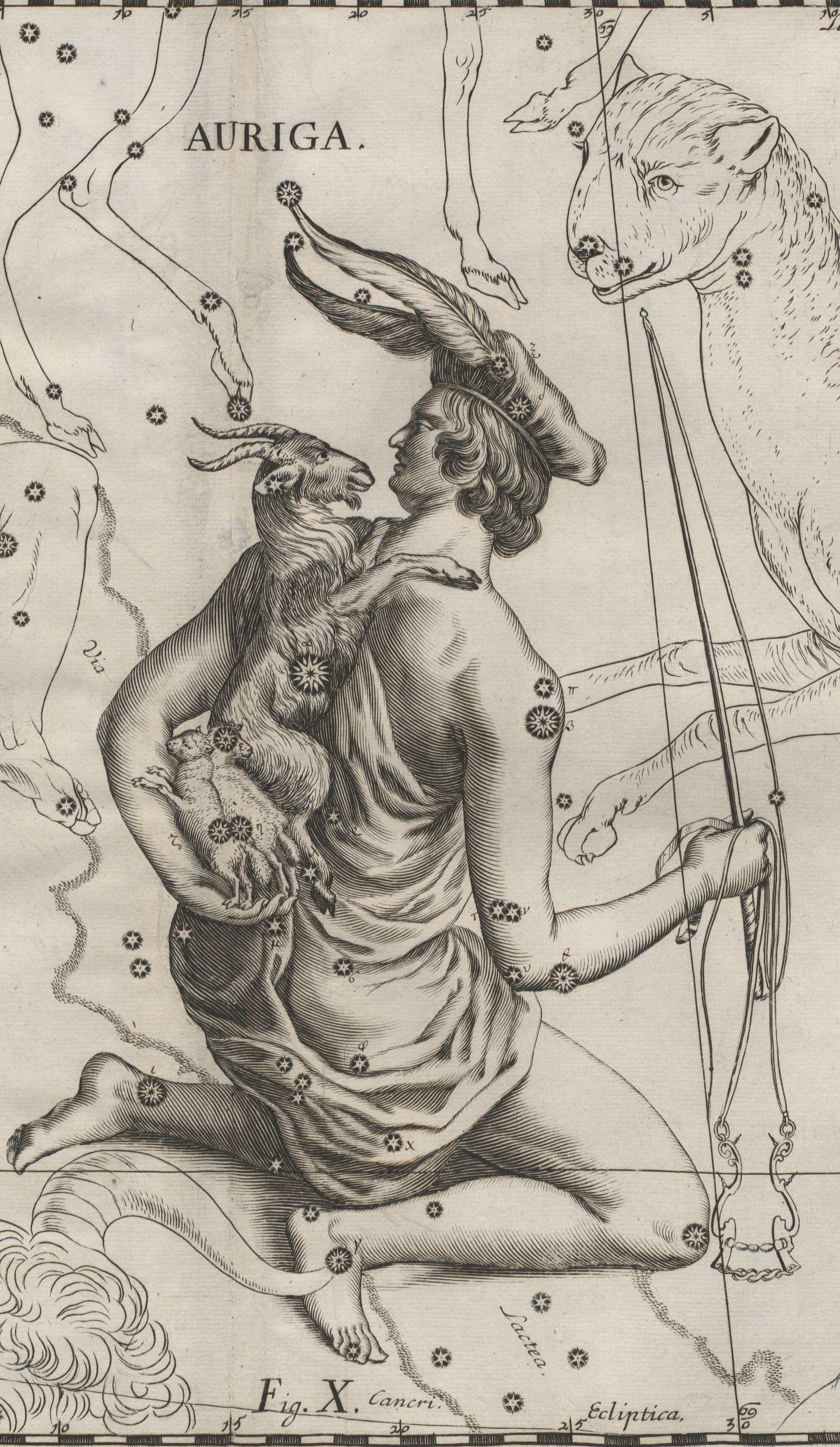
Imagen de la constelación del Auriga o Cochero. Atención: la imagen está invertida

El catasterismo del Auriga, en la mitología griega, presenta hasta siete variantes en el mito. La primera versión nos dice que se trata de Erictonio, rey de Atenas, que fue colocado en el cielo por Zeus porque fue el primer hombre en uncir caballos en un carro tirado por cuatro caballos. La segunda versión nos habla de Tróquilo, el inventor del carro según la tradición argiva. La tercera versión nos habla de Mirtilo, el auriga de Enómao, que fue trasladado a los cielos por su padre Hermes tras ser asesinado por Pélope. La cuarta versión, en cambio, se refiere al propio Enómao, que solía retar a los pretendientes de su hija Hipodamía a una carrera de cuadrigas. La quinta versión hace referencia a Cilo, el auriga de Pélope, que finalmente derrotó a Enómao en tal carrera. En la sexta versión, según la tradición de Trecén relatada por Pausanias, se trata de Hipólito. Los trecenios rechazaron la historia habitual de que fue asesinado cuando Poseidón envió un toro desde el mar para asustar a sus caballos mientras conducía su carro por la orilla, pero afirmaron en su lugar que los dioses lo habían colocado en el cielo como el auriga y que nunca había muerto. La séptima y última versión nos habla de Faetón, que fue colocado en los cielos después de que Zeus lo golpeara con un rayo porque era incapaz de controlar el carro del Sol. Los mitos del Auriga también incluyen al asterismo de la Cabra y los Cabritos (cf. mitología de Capella).
El pueblo de las Islas Marshall presentó Auriga en el mito de Dümur, que cuenta la historia de la creación del cielo. Antares en Escorpio representa a Dümur, el hijo mayor de la madre de las estrellas, y las Pléyades representan a su hijo menor. La madre de las estrellas, Ligedaner, está representada por Capella; vivía en la isla de Alinablab. Ella le dijo a sus hijos que el primero en llegar a una isla oriental se convertiría en el Rey de las Estrellas, y le pidió a Dümur que la dejara entrar en su canoa. Se negó, al igual que cada uno de sus hijos, a excepción de Pléyades. Pléyades ganó la carrera con la ayuda de Ligedaner, y se convirtió en el Rey de las Estrellas. En otras partes de las Islas Carolinas centrales, Capella se llamaba Jefegen uun (las variaciones incluyen efang alul, evang-el-ul y iefangel uul), que significa "al norte de Aldebaran". Se notaron diferentes nombres para Auriga y Capella en las sociedades del Pacífico Oriental. En Pukapuka, la figura de Auriga moderna se llamaba Te Wale-o-Tutakaiolo ("La casa de Tutakaiolo") en las Islas de la Sociedad se llamaba Faa-nui ("Gran Valle"). Capella en sí se llamaba Tahi-anii ("Soberano Único") en las Sociedades. Hoku-lei era el nombre de Capella, pero puede haber sido el nombre de toda la constelación; el nombre significa "Corona de estrellas" y se refiere a una de las esposas de las Pléyades, llamada Makalii.